# (7530) Mizusawa
(7530) Mizusawa ist ein Asteroid des mittleren Hauptgürtels, der am 15. April 1994 von den japanischen Astronomen Kin Endate und Kazurō Watanabe am Kitami-Observatorium (IAU-Code 400) in Kitami, Unterpräfektur Okhotsk in Hokkaidō in Japan entdeckt wurde.
Der Asteroid wurde nach der japanischen Stadt Mizusawa (Iwate) in der Präfektur Iwate auf Honshū, der Hauptinsel von Japan benannt, die der Standort anlässlich seines 100-jährigen Bestehens eines der 6 internationalen Längengradobservatorien ist.